# Au ravissement des dames
Pour les articles homonymes, voir Ravissement.

Au ravissement des dames est un court métrage franco-belge réalisé par Alfred Machin, sorti en 1913.
Cette comédie dramatique de 11 minutes est tournée en Belgique en juillet 1913.

## Synopsis
Le film dénonce l'exploitation subie par les petites mains d'un grand magasin. Leur santé en pâtit, et l'épidémie de tuberculose envahit les vêtements contaminant ainsi la clientèle.

## Commentaires
« Le film documentaire Victime des exploiteurs, a probablement influencé Alfred Machin qui dans le même canevas, présente une étude sur le travail à domicile qui concerne à nouveau les travailleuses.
Ce film n'est pas à confondre avec le film français de Julien Duvivier Au Bonheur des Dames tiré du roman d'Émile Zola, sorti en 1929. »

## Fiche technique
- Titre : Au ravissement des dames
- Réalisation : Alfred Machin
- Scénario : Georges Benoit-Lévy
- Photographie : Jacques Bizeul
- Société de Production : Belge Cinéma Film
- Pays :  Belgique,  France
- Genre : court métrage
- Couleur : noir et blanc
- Son : film muet
- Date de sortie : 1913

## Distribution
- Fernande Dépernay y joue le seul rôle accrédité par Internet Movie Database[2].